# كلوستريديوم محب البرودة
كلوستريديوم سايكروفيلام أو كلوستريديوم محب البرودة  هو نوع من البكتيريا من فصيلة كلوستريدياسيا.